# جون غاري إيفانز
جون غاري إيفانز (بالإنجليزية: John Gary Evans)‏ هو محامي وسياسي أمريكي، ولد في 15 أكتوبر 1863 في الولايات المتحدة، وتوفي في 27 يونيو 1942 في سبارتانبرغ في الولايات المتحدة. حزبياً، نشط في الحزب الديمقراطي. وقد انتخب حاكم كارولينا الجنوبية ‏ (4 ديسمبر 1894 – 18 يناير 1897).